# John Hutchinson (voetballer)
John Hutchinson (Morwell, 29 december 1979) is een Maltees voormalig voetballer die als middenvelder speelde.

## Carrière
Hutchinson begon zijn carrière in 1996 bij Eastern Pride en speelde tussen 2001 en 2015 voor Northern Spirit, Manly United FC en Central Coast Mariners.